# Estret de Luzon
L'estret de Luzon és un braç de mar que connecta el mar de les Filipines, a l'oest de l'oceà Pacífic, amb el mar de la Xina Meridional, entre Taiwan i Luzon, a les Filipines.
L'estret fa aproximadament 250 km d'amplada. Conté moltes illes que s'agrupen en dues seccions: les illes Batanes, de la província de Batanes, i les illes Babuyan, de la província de Cagayan.
L'estret es divideix entre un nombre de canals més petits.
Molts vaixells sud-americans fan servir aquest estret dins la ruta per anar a ports asiàtics. Per sota del mar hi ha nombrosos cables de comunicació necessaris per a la Xina, Hong Kong, Taiwan, el Japó i Corea del Sud.

## Història
L'estret de Luzon, a la Segona Guerra Mundial, va ser utilitzat com a ruta d'invasió pels avions japonesos el desembre de 1941. El 8 de desembre de 1941 (la mateixa data de l'atac a Pearl Harbor) aquests avions aterraren a les illes Batanes. El 10 de desembre van ocupar l'illa Camiguin, al nord de Mindanao, i aterraren a Aparri, a Luzon.
Per això, molts submarins dels Estats Units perseguiren els combois japonesos que passaven per aquest estret.